# Кевхишвили, Давид
Давид Кевхишвили (груз. დავით ქევხიშვილი, род.5 января 1983) — грузинский дзюдоист, призёр чемпионатов Европы.
Родился в 1983 году в Ахалсопели, краи Кахети. В 2002 году стал серебряным призёром чемпионата Европы. На чемпионатах Европы 2004 и 2005 годов завоёвывал бронзовые медали. В 2007 году вновь стал серебряным призёром чемпионата Европы. На чемпионате Европы 2008 года вновь стал обладателем бронзовой медали.